# Frederick Herzberg
 Der er for få eller ingen kildehenvisninger i denne artikel, hvilket er et problem. Du kan hjælpe ved at angive troværdige kilder til de påstande, som fremføres i artiklen.

Frederick Irving Herzberg (18. april 1923 – 19. januar 2000) var en amerikansk arbejdspsykolog og professor i organisationsteori. Han er mest kendt for en omfattende undersøgelse af motivationsfaktorer i arbejdslivet, hans såkaldte To faktor teori fra 1959.

## Herzbergs motivationsteori
Gennem interview fandt han ud af, at tilfredshed og utilfredshed i arbejdslivet udspringer af forskellige forhold. Forhold, der skaber utilfredshed, skaber ikke automatisk tilfredshed, hvis de forbedres, allerhøjest fører de til en slags nul-stilling. Disse forhold kalder Herzberg for vedligeholdelsesfaktorer eller hygiejnefaktorer.
Tilfredshed og arbejdsglæde skabes af helt andre forhold. Dog er det sådan, at hvis de forhold, der skaber tilfredshed, ikke er i orden – medfører det ikke nødvendigvis utilfredshed. Disse forhold kalder Herzberg for motivationsfaktorer. 
Vedligeholdelsesfaktorer omfatter forhold, der vedrører rammerne omkring arbejdet fx lokaler, løn, fysiske rammer, kollegiale forhold etc.
Motivationsfaktorer omfatter forhold, der vedrører arbejdets indhold fx anerkendelse, ansvar, beslutninger mm.